# Municipio de Hamlin (Dakota del Sur)
El municipio de Hamlin (en inglés: Hamlin Township) es un municipio ubicado en el condado de Hamlin en el estado estadounidense de Dakota del Sur. En el año 2010 tenía una población de 233 habitantes y una densidad poblacional de 2,5 personas por km².

## Geografía
El municipio de Hamlin se encuentra ubicado en las coordenadas 44°46′5″N 96°56′8″O / 44.76806, -96.93556. Según la Oficina del Censo de los Estados Unidos, el municipio tiene una superficie total de 93.08 km², de la cual 93,01 km² corresponden a tierra firme y (0,08 %) 0,07 km² es agua.

## Demografía
Según el censo de 2010, había 233 personas residiendo en el municipio de Hamlin. La densidad de población era de 2,5 hab./km². De los 233 habitantes, el municipio de Hamlin estaba compuesto por el 93,56 % blancos, el 0,43 % eran afroamericanos, el 0,86 % eran asiáticos, el 4,72 % eran de otras razas y el 0,43 % eran de una mezcla de razas. Del total de la población el 5,58 % eran hispanos o latinos de cualquier raza.